# Joris Hoefnagel

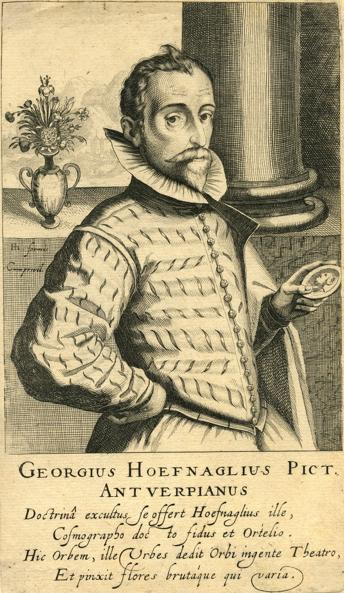
Portret van Hoefnagel door de graveur Simon Frisius

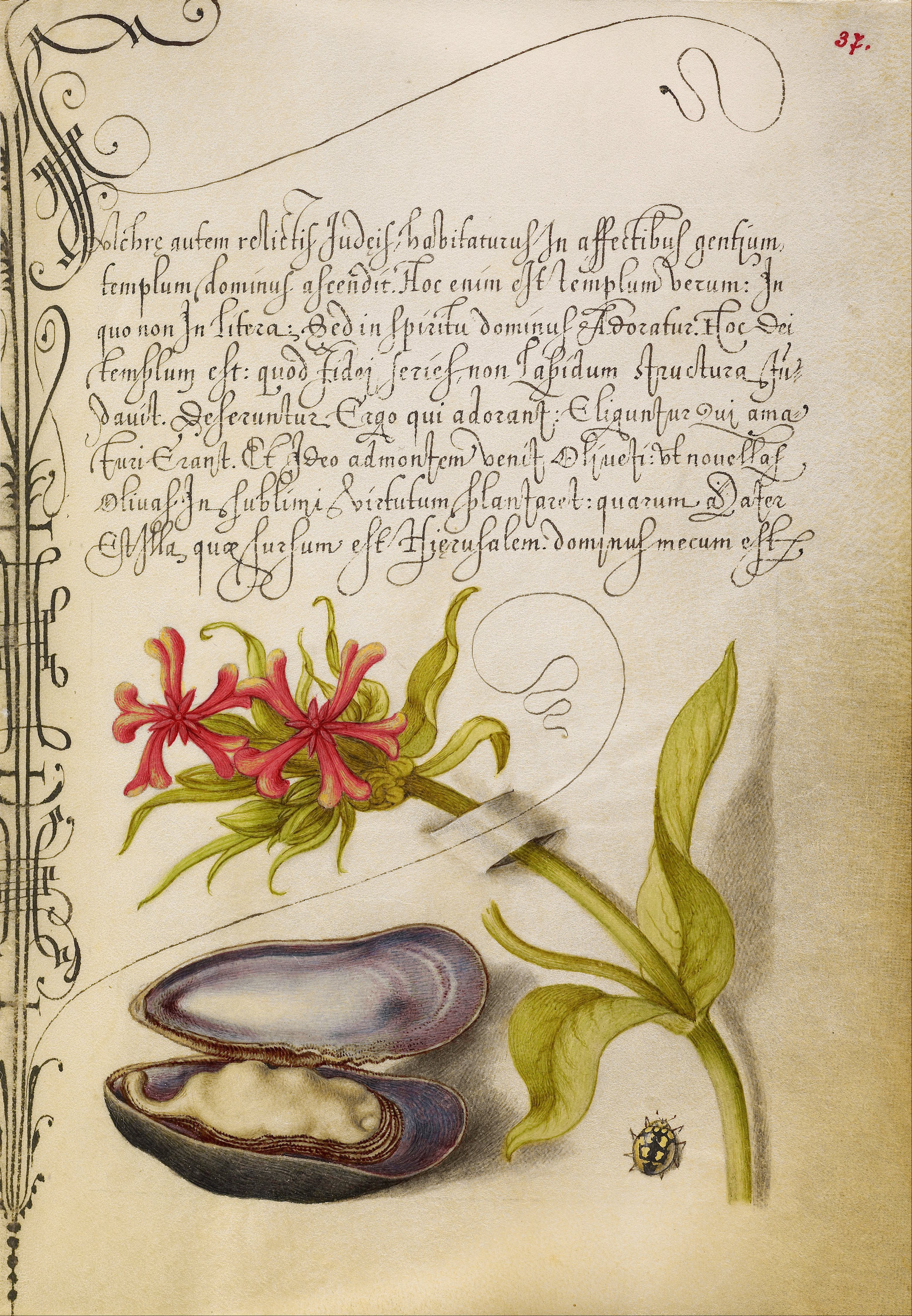
Maltezer kruis, mossel, en lieveheersbeestje

Joris Hoefnagel of George Hoefnagel (Antwerpen, 1542 - Wenen, 9 september 1600 of 24 juli 1601) was een Zuid-Nederlands schilder, prentkunstenaar, miniaturist, tekenaar en handelaar. Hij staat bekend om zijn illustraties van natuurkundige onderwerpen, topografische uitzichten, boekverluchtingen en mythologische werken. Hij was een van de laatste boekverluchters en leverde een belangrijke bijdrage aan de ontwikkeling van topografische tekeningen.
Zijn boekverluchtingen en ornamentele ontwerpen speelden een belangrijke rol in het ontstaan van het bloemstilleven als zelfstandig schildersgenre in Noord-Europa aan het eind van de 16e eeuw. Het bijna wetenschappelijke naturalisme van zijn botanische en diertekeningen diende als model voor een latere generatie van kunstenaars in de Nederlanden.
Hij was een Renaissance-figuur: hij schreef Latijnse poezie, beheerste verscheidene talen en muziekinstrumenten.

## Leven
Hoefnagel was een van twaalf kinderen van de diamanthandelaar Jacob Hoefnagel en Elisabeth Vezelaer, dochter van de Antwerpse muntmeester Joris Vezelaer. Zijn zuster Susanna Hoefnagel was gehuwd met Christiaan Huygens (senior) en moeder, resp. grootmoeder van Constantijn Huygens en Christiaan Huygens. Hij huwde op 12 november 1571 te Antwerpen met Susanna van Onsem (+ voor 1584, dochter van Joos en Lijsbeth de Hertoghe). Zij hadden zeven kinderen waaronder Jacob Hoefnagel, eveneens schilder, miniaturist en Suzanna Hoefnagel die huwde met Nicolaas Snouckaert van Schauburg.
In zijn jeugd trok hij door Engeland, Frankrijk en Spanje, waar hij vele topografische tekeningen maakte, evenal tekeningen van archeologische onderwerpen.
Hij was leerling van Hans Bol in Mechelen.
In de herfst van1577, nadat Spaane troepen Antwerpen veroverden, trok hij met Abraham Ortelius naar het zuiden.
Tijdens zijn verblijf aan het hof van hertog Albrecht V van Beieren voltooide hij een volumineus werk met natuurhistorische miniaturen.
Na de dood van zijn vrouw hertrouwde hij in 1584 te Wenen.
In 1591 kwam hij in dienst van keizer Rudolf II.
Joris Hoefnagel stierf in 1601 in Wenen.

## Werken
Zijn werken zijn wereldwijd verspreid geraakt.
- het miniatuur 'Hermathena', 1593, een allegorie op het samengaan van kunsten en wetenschappen,opgedragen aan Abraham Ortelius.[2]
- Zicht op het Schloss Ambras en Innsbruck, niet gedateerd, pen in bruine inkt, gewassen, 33.5 × 49.7 cm, Schloss Ambras, een dependance van het Kunsthistorisches Museum Wien in Wenen.[3] Reeds gedurende zijn leven werd deze tekening als ets gepubliceerd in de Civitates orbis terrarum van Georg Braun en Frans Hogenberg (naast 62 andere van zijn hand).
- National Gallery of Art, Washington D.C.[4]
- Getty Center in Los Angeles.[1]

## Galerij

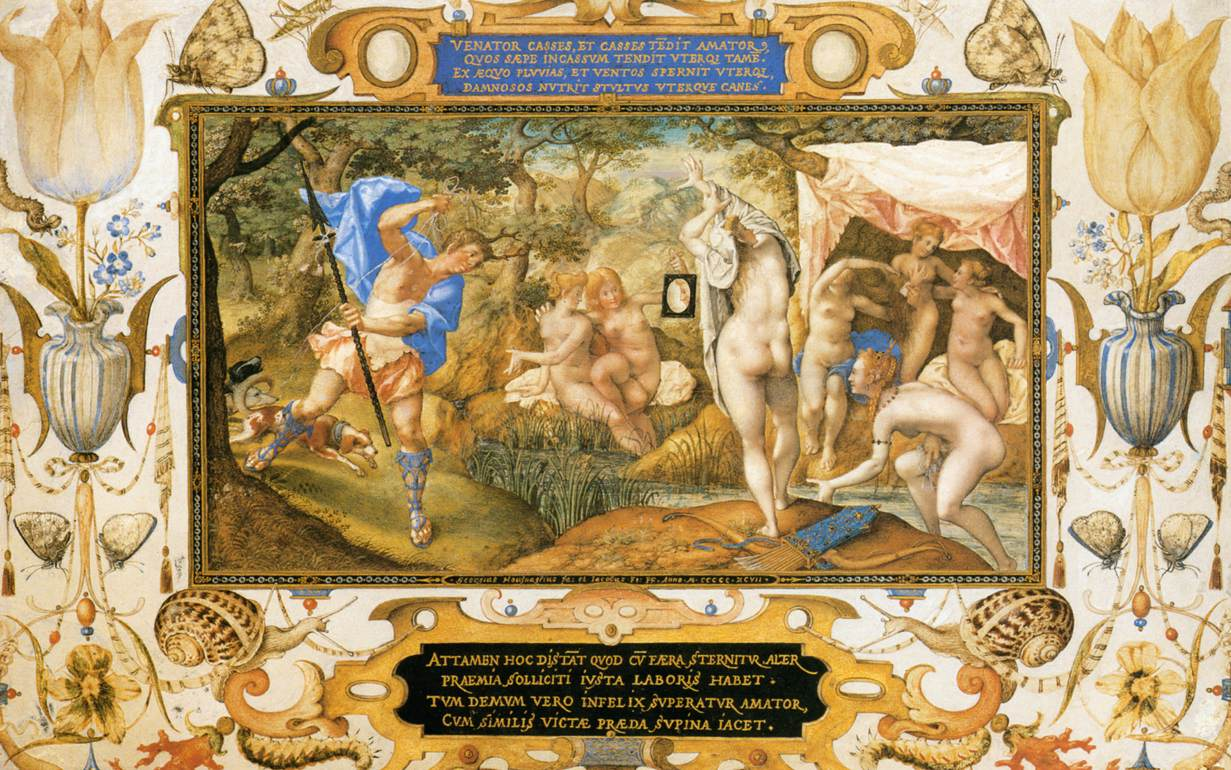
Diana en Actaeon
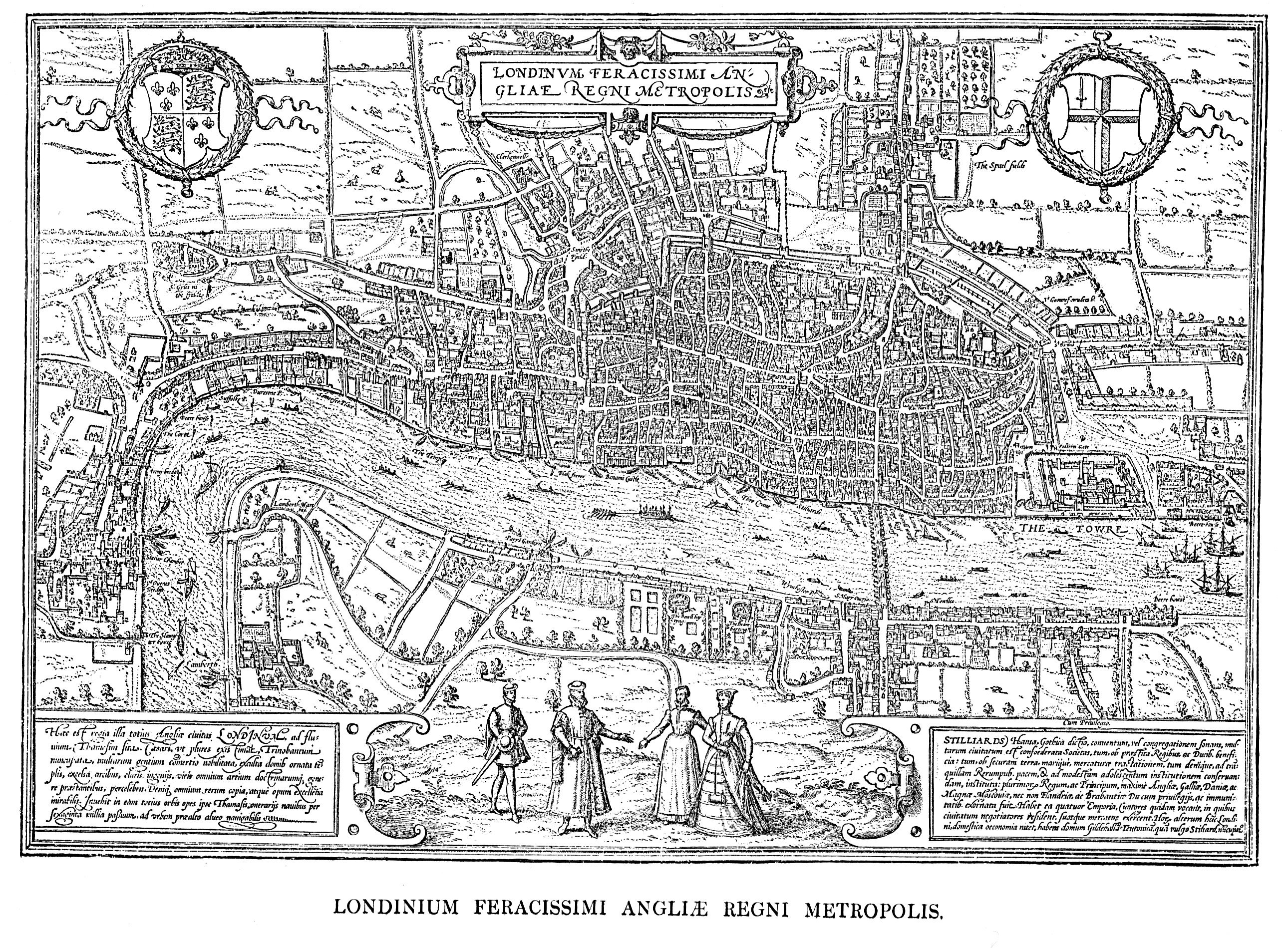
Hoefnagels kaart van Londen, 1572
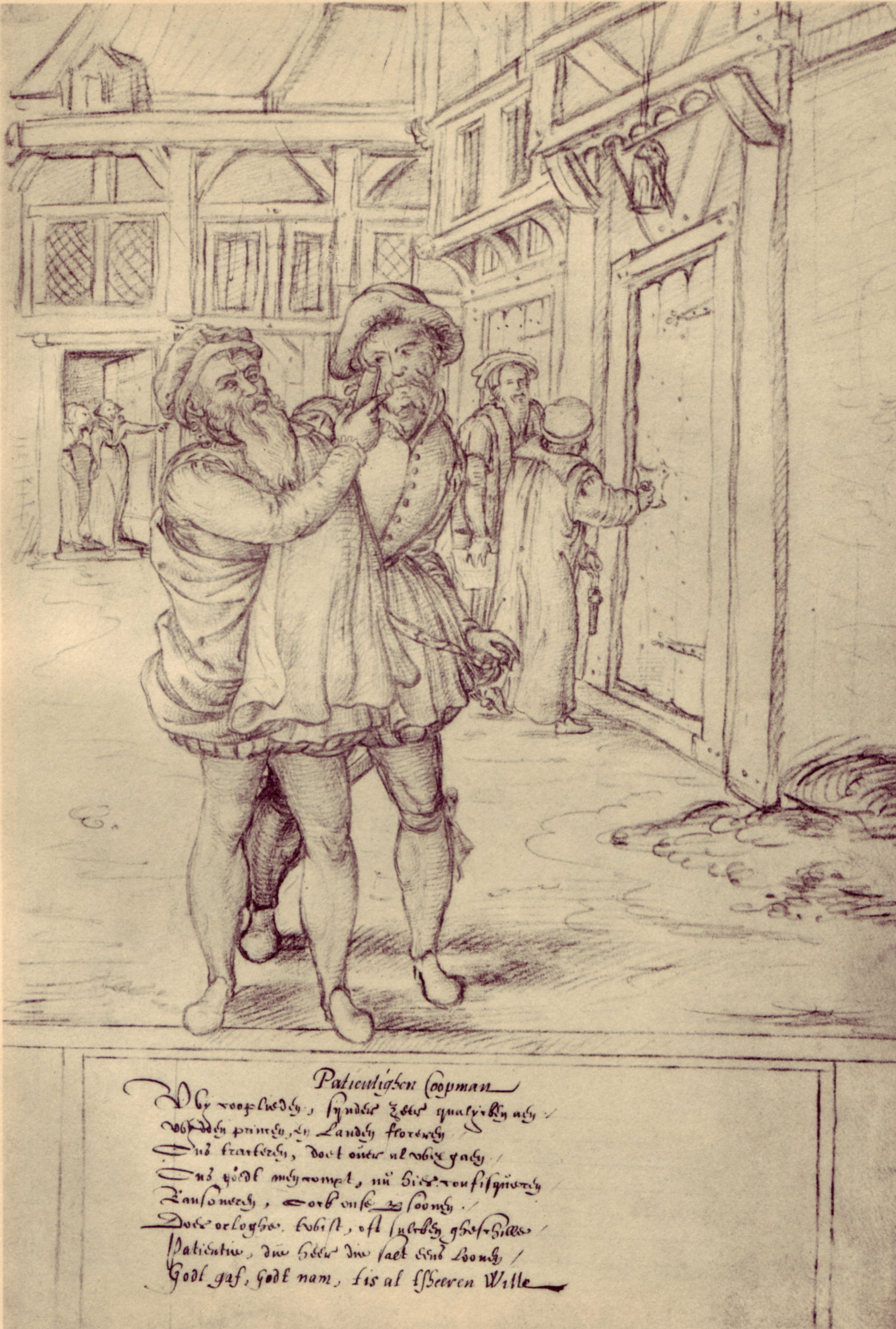
Patientighen koopman
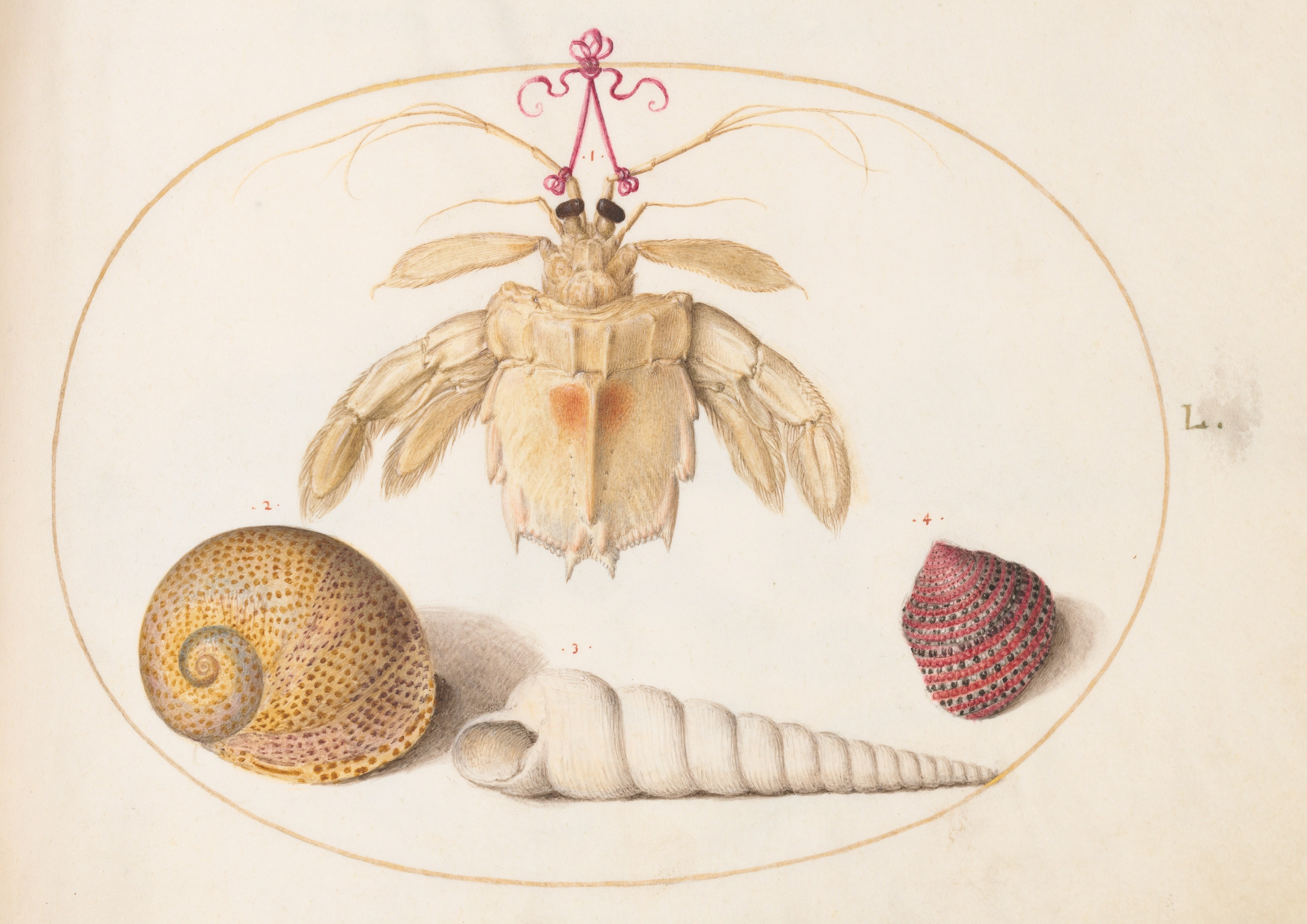
Animalia Aqvatilia et Cochiliata (Aqva)
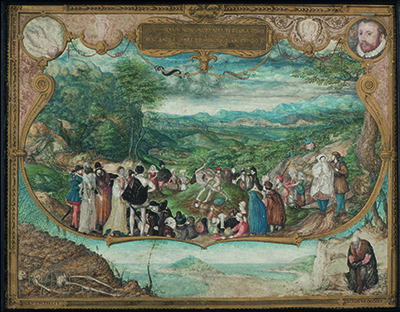
Allegorie van de strijd tussen Gierigheid en Ambitie, 1571, uit de collectie van The Phoebus Foundation

- Bibsys: 4006812
- Biblioteca Nacional de España: XX1071097
- Bibliothèque nationale de France: cb14969234j (data)
- Biografisch Portaal: 31641059
- Catàleg d'autoritats de noms i títols de Catalunya: 981058526158906706
- Digitale Bibliotheek voor de Nederlandse Letteren: hoef002
- Stuttgart Database of Scientific Illustrators 1450–1950: 959
- Gemeinsame Normdatei: 119024845
- International Standard Name Identifier: 0000 0000 9460 0461
- KulturNav: 276fb7a1-c1a7-45db-b854-98680fa9d746
- Library of Congress Control Number: n91119718
- Nationale Bibliotheek van Tsjechië: jn19990003553
- Nationale bibliotheek van Australië: 44597159
- Nationale Bibliotheek van Israël: 987007311834605171
- Nationale en Universitaire bibliotheek Zagreb: 000513479
- Nederlandse Thesaurus van Auteursnamen: 070556067
- Réseau des bibliothèques de Suisse occidentale: 02-A000080804
- RKD-Nederlands Instituut voor Kunstgeschiedenis: 38733
- SNAC: w6df6w4v
- Système universitaire de documentation: 116812559
- Trove: 1460592
- Union List of Artist Names: 500024336
- Virtual International Authority File: 42143324
- WorldCat: E39PBJjmM9KfCwPWGr6dRrkYyd